# 小行星4993
小行星4993（4993 Cossard）是一颗绕太阳运转的小行星，为主小行星带小行星。该小行星于1983年4月11日发现。

## 轨道参数
小行星4993的轨道半长轴为2.3696695 UA，离心率为0.060。